# Vlag van Nebraska
De vlag van Nebraska bestaat uit het zegel van Nebraska op een blauwe achtergrond.
De vlag is in gebruik sinds 2 april 1925, maar de officiële verankering in de wet van Nebraska vond pas in 1963 plaats waardoor Nebraska een van de laatste staten was zonder officiële vlag. De vlag was origineel ontworpen door Florence Hazen Miller.
In 2017 wou een toenmalige senator, Burke Harr, een nieuwe vlag laten ontwerpen voor de 150ste verjaardag van de staat, maar senaat van Nebraska wees dit verzoek af.